# Chrysometa allija
Chrysometa allija là một loài nhện trong họ Tetragnathidae.
Loài này thuộc chi Chrysometa. Chrysometa allija được Herbert W. Levi miêu tả năm 1986.